# سیارک ۲۱۴۵۵
سیارک ۲۱۴۵۵ (به انگلیسی: 21455 Mcfarland، نامگذاری:1998HH41) بیست و یک هزار و چهارصد و پنجاه و پنجمین سیارک کشف شده‌است که در ۲۰ آوریل ۱۹۹۸ کشف شد.
قدر مطلق سیارک برابر ۱۰.۷ است.